# Яковлева, Анастасия Юрьевна
Анастасия Юрьевна Яковлева (род. 23 февраля 1997 года, Чувашия) — российская спортсменка, борец вольного стиля. Призёрка чемпионатов России. Мастер спорта по вольной борьбе.

## Биография
Анастасия родилась в Цивильском районе Республики Чувашия, Россия. Он воспитанница Чувашской школы вольной борьбы, начала тренироваться по вольной борьбе СДЮСШОР №5 им. В.Н. Кочкова в Чебоксарах, на данный момент тренируется в СШОР №3 в Новочебоксарске , представляет Республику Чувашия на всероссийских турнирах.

## Спортивная карьера
В феврале 2011 года Яковлева стала серебряной медалисткой турнира памяти Владимира Семенова в весе до 52 кг. В августе 2013 года Яковлева бронзовая медалистка всероссийского турнира на призы Анны Шамовой в Орехово-Зуево. В августе 2013 года она выиграла турнир памяти Ивана Ярыгина в Салавате (Башкортостан). В конце января 2015 года Анастасия стала третьей на чемпионате России среди студентов в Москве в весе до 55 кг, в марте 2015 года так же выиграла бронзовую медаль на ПФО среди юниоров в весе до 55 кг. В марте 2016 года Яковлева стала финалисткой ПФО среди юниоров в весе до 59 кг. В октябре 2016 года она выиграла турниры на призы Анны Шамовой в весе до 55 кг. В апреле 2017 года стала победительницей ПФО среди взрослых борцов в весе до 58 кг и ей было присвоено звание "Мастер спорта России" по вольной борьбе. В июне 2017 года приняла участие в чемпионате России среди взрослых в Каспийске (Дагестан), но потерпела неудачу.  В декабре 2017 года Яковлева стала обладательницей бронзовой медали открытого Кубка России в Чебоксарах в весе до 58 кг. В марте 2018 года выиграла чемпионат Чувашии среди взрослых в весе до 59 кг. В марте 2019 года участвовала на чемпионате России в Улан-Удэ (Бурятия). В ноябре 2019 года стала финалисткой кубка России в весе до 59 кг . В январе 2020 года выиграла бронзовую медаль гран-при Иван Ярыгин в Красноярске. В сентябре 2020 года Яковлева впервые выиграла бронзовую медаль на чемпионате России в Казани. В ноябре 2020 года финишировала третьей на международном турнире памяти Циалковского в Варшаве (Польша). В сентябре 2021 года Яковлева стала третьей на гран-при Александр Медведь в Минске (Белоруссия). В январе 2022 снова выступила на гран-при Иван Ярыгин, но не добилась успеха. В феврале 2022 года выступила на международном турнире Яшар Догу в Турции, где она в первом круге одолела американку Мишель Бек, но в следующем уступила польке Йовите Вжесень. В мае 2022 года выступила на первом турнире лиге Поддубного в Москве. В июне 2022 года она во второй раз добыла бронзовую медаль для сборной Чувашии на чемпионате России в Наро-Фоминске. В сентябре 2022 года Анастасия стала второй на Всероссийской спартакиаде сильнейших в Казани. В сентябре 2022 года снова добыла бронзовую медаль на гран-при Александр Медведь в Белоруссии. В январе 2023 года стала финалисткой Кубка Ивана Ярыгина в весовой категории до 62 кг. В феврале 2025 года в третий раз взяла бронзовую медаль на гран-при Александра Медведя в Минске. В июне 2025 года стала третьей на чемпионате России в весе до 65 кг.

## Спортивные достижения
- 2017 Кубок России — ;
- 2019 Кубок России — ;
- 2020 «Poland open» — ;
- 2020, 2022 Гран-при Иван Ярыгин — ;
- 2021, 2022, 2025 Гран-при Александр Медведь — ;
- 2020, 2022, 2025 Чемпионат России — ;
- 2022 Всероссийская Спартакиада — ;
- 2023 Кубок Ивана Ярыгина — ;
- 2025 «Baikal Open» — ;[29]

## Личная информация
Анастасия является выпускницей ЧГПУ им. Яковлева.